# Cattedrale dell'Immacolata Concezione (La Plata)
La cattedrale dell'Immacolata Concezione di La Plata (in spagnolo: Catedral Metropolitana de La Plata Inmaculada Concepción) è la chiesa principale dell'arcidiocesi e della città di La Plata, capoluogo della provincia di Buenos Aires in Argentina. Si trova tra le calles 14 e 15, e fra le avenidas 51 e 53, di fronte a plaza Moreno.

## Storia
Fu progettata dal Departamento de Ingenieros della provincia di Buenos Aires, guidato dall'ingegner Pedro Benoit; i disegni furono opera dell'architetto Ernesto Meyer. Per la sua costruzione servirono da ispirazione le cattedrali di Amiens (Francia) e la cattedrale di Colonia (Germania). Presenta uno stile neogotico. La prima pietra fu collocata nel 1884, ponendo l'atto di fondazione in un'urna di cristallo insieme con monete d'argento e bronzo, banconote e una medaglia con l'immagine di papa Leone XIII; quest'urna si trova in una cassa di marmo nero recante l'iscrizione ANNO DOMINI 1884. 

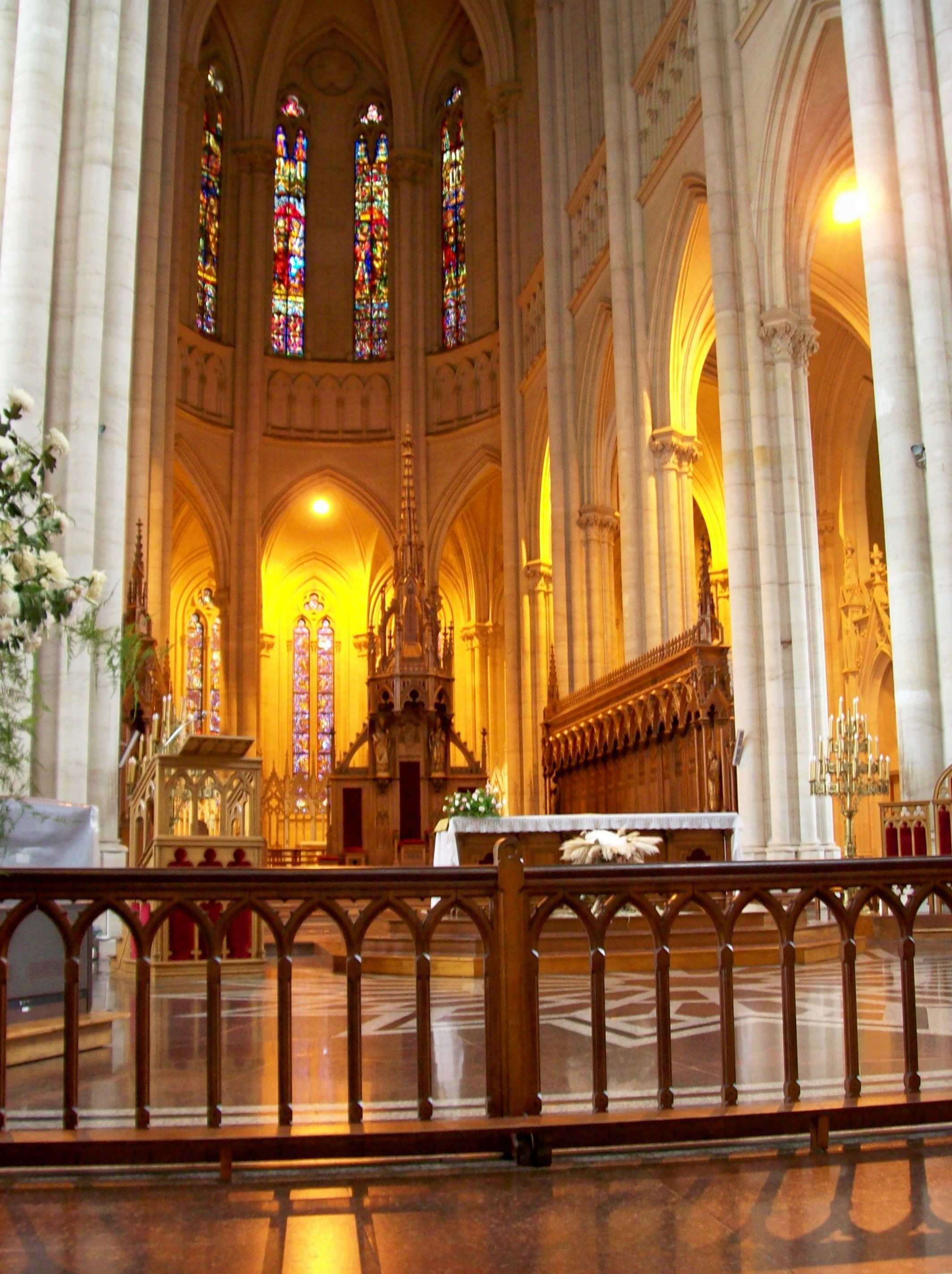
L'altare

Il 22 dicembre 1902 fu inaugurata la parrocchia di Nostra Signora dei Dolori, nel cinquantenario della città e la chiesa servì da cattedrale a partire dal 19 novembre 1932. Sono aperte al culto la chiesa parrocchiale di Nostra Signora dei Dolori (chiesa inferiore) e la chiesa cattedrale dell'Immacolata Concezione (chiesa superiore).

## Opere di restauro e completamento

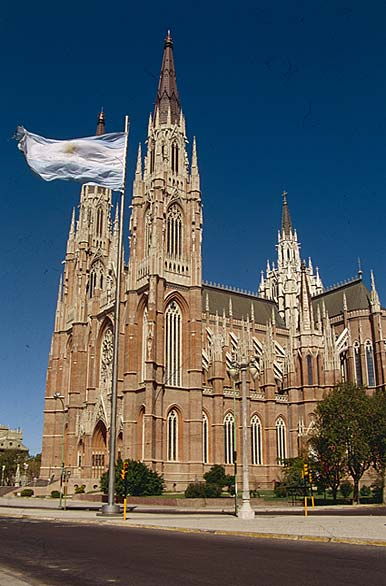

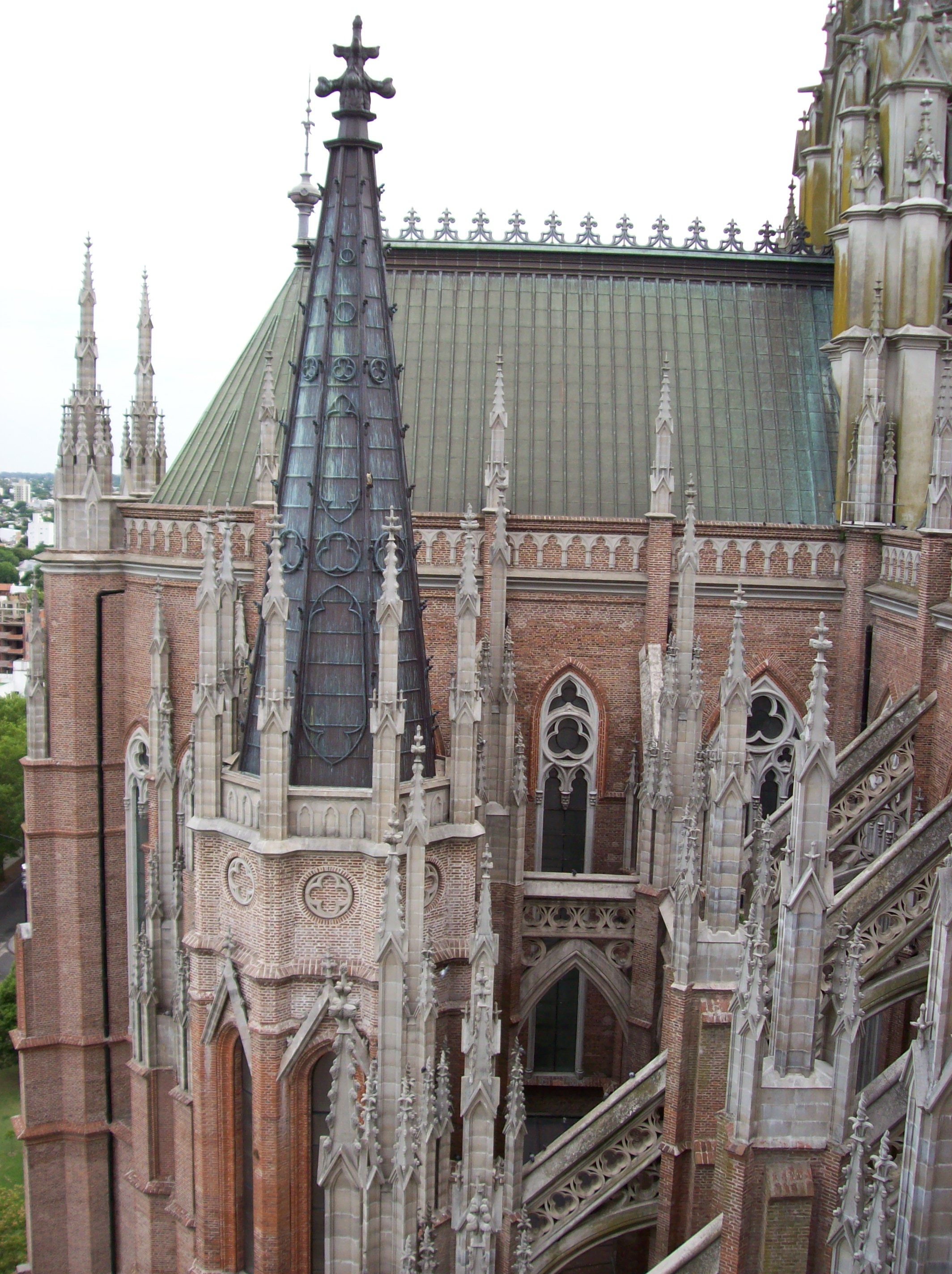
Dettaglio

Alla fine degli anni trenta, i lavori di costruzione della cattedrale si interruppero per molti anni. Secondo alcuni studi, le fondazioni originali erano insufficienti per completare le torri e rivestire la cattedrale di pietra, come era previsto nel progetto originale. A metà degli anni novanta, sessanta anni dopo l'interruzione dei lavori, la Fabbrica della cattedrale annunciò che l'edificio sarebbe stato restaurato e completato.
Le opere di restauro e completamento compresero:
- il rinforzo delle fondazioni;
- il contenimento del deterioramento dei mattoni e delle giunte;
- il completamento delle due torri laterali, di sei torrette, 200 pinnacoli e 800 guglie e il restauro dei manufatti presenti;
- l'installazione di un carillon di 25 campane.
- la sostituzione della croce di ferro del corpo principale.

Il cantiere si avvalse di tecniche molto moderne. Ad esempio, il rinforzo delle fondazioni fu effettuato mediante un sistema di micropilotaggio di cemento iniettato attraverso piccole perforazioni.
Si decise di non rivestire l'edificio di pietra, ma di lasciarlo con mattoni a vista.
Le opere principali, comprese le due gigantesche torri di 112 metri di altezza, si conclusero alla fine del 1999, ma rimangono da eseguire alcune opere minori che richiederanno ancora molti anni.

## Descrizione
Si può ammirare la bellezza della pavimentazione lucidata a specchio, realizzata in pietra granitica proveniente da Olavarría (rosa), Calamuchita (nero) e San Luis (grigio). I 7000 m² di coperture sono opera di Luis Tiberti. Conta 89 finestrature, delle quali 37 sono vetrate (di origine francese e tedesca), con scene dell'Antico e del Nuovo Testamento. I confessionali sono quattro, realizzati in rovere di Slovenia da José Shenke. La cattedrale contiene moltissime statue lignee dello scultore tirolese Leo Moroder. Notevole è il coro dei canonici opera dello scultore tirolese Leo Mahlknecht in collaborazione con i fratelli Vigilio e Augusto. Nella cripta, si trova il sepolcro di Dardo Rocha e di sua moglie Paula Arana.
Alla fine del 1994 fu considerata una delle dieci cattedrali più importanti del mondo. Il suo nome fu iscritto sul pavimento della Basilica di San Pietro, in Vaticano.
La cattedrale di La Plata con le sue torri di 60 metri di altezza è la cattedrale più alta d'America, seguita dalla cattedrale di Manizales, con 62 metri di altezza fu superata dalla cattedrale di Zamora in Messico, con 105 metri di altezza e dalla cattedrale di San Patrizio a New York, alta 100 metri. La chiesa più alta delle Americhe è invece la basilica di San Giuseppe a Montréal, alta 60 metri, mentre la basilica del Voto Nazionale di Quito, le cui torri sono alte 60 metri, è la chiesa più alta del continente sudamericano.